# Acanthonevra marginata
Acanthonevra marginata är en tvåvingeart som beskrevs av Hardy 1973. Acanthonevra marginata ingår i släktet Acanthonevra och familjen borrflugor.
Artens utbredningsområde är Thailand. Inga underarter finns listade i Catalogue of Life.